# 阿纳
阿纳（A'ana）是萨摩亚的一个政治区（itūmālō）。该区位于乌波卢岛西部，并有一块飞地（Satuimalufilufi村）。 该区面积193平方公里，人口20,167（2001年统计）。
该区东邻图阿马萨加区，西邻艾加伊勒泰区。行政中心位于Leulumoega。